# Georges Vallat
Georges Vallat (Nîmes, 1888. augusztus 3. – Clichy, 1938. március 16.) francia nemzetközi labdarúgó-játékvezető.

## Pályafutása
Nemzeti labdarúgó-szövetségének megfelelő játékvezető bizottsága minősítése alapján lett a Ligue 1 játékvezetője. A küldési gyakorlat szerint rendszeres partbírói szolgálatot végzett.
A Francia labdarúgó-szövetség Játékvezető Bizottsága (JB) terjesztette fel nemzetközi játékvezetőnek, a Nemzetközi Labdarúgó-szövetség (FIFA) 1924-től tartotta nyilván bírói keretében. A FIFA JB központi nyelvei közül a franciát beszéli. Több nemzetek közötti válogatott és klubmérkőzésen segítette a játékvezetőt az oldalvonal mellől. A  nemzetközi játékvezetéstől 1925-ben búcsúzott. Válogatott mérkőzéseinek száma: 4.
Az 1924. évi nyári olimpiai játékok labdarúgó tornáján a FIFA JB bírói szolgálatra alkalmazta.
| Időpont         | Helyszín                                | Mérkőzés típusa | Mérkőzés            | Eredmény | Nézők száma |
| --------------- | --------------------------------------- | --------------- | ------------------- | -------- | ----------- |
| 1924. május 26. | Olimpiai Stadion, Párizs                | első forduló    | Jugoszlávia–Uruguay | 0 – 7    | 3025        |
| 1924. június 6. | Yves-du-Manoir Olimpiai Stadion, Párizs | egyik elődöntő  | Hollandia–Uruguay   | 0 – 3    | 70 880      |